# 海士有木站
海士有木站（日语：／ Amaariki eki */?）是位於千葉縣市原市大字海士有木，小湊鐵道的小湊鐵道線車站。站房獲評為國家登錄有形文化財。

## 車站構造

### 站房
設有木建單層小型站房一座，自開站便一直使用至今，由鹿島建設的前身「鹿島組」所建，站房帶有少許西洋風格，並且採用了瓦片作屋頂（後來加建才使用了鐵皮屋簷），1932年站房左側的站務室進行了加建，令站務室的面積由3疊增加至4疊半。車站入口設於右方，進站後即為候車大堂,內設有一張木候車長櫈；左側為原站務室，無人化後現時只用作儲物用途，至於原來的售票窗口仍然保留，沒有如一般JR車站般、無人化後原來的售票窗口會被木板所圍封。售票窗口旁則放置了一部自動售票機，發售小湊鐵道內各站的車票。

### 月台
設有側式月台2個，長度約為80米，有效長度為4輛，月台之間以橫跨路軌的平交道連接，位於靠向五井方向的末端。其中，靠近站房的月台以石及磚所砌成，由於上行月台與站房間的水平位不一致，所以另設有以水泥及木頭所建成的梯級及斜道，方便乘客到達上行月台；下行月台則以鐵架及鋼板所搭成，屬於後期加建的設施。兩個月台本身並不設有月台編號，只以上、下行月台稱之。
上、下行的路軌均採用「主線入站、側線出站」的模式，即是入站時列車位於主軌線路上，但由月台駛出時，卻成為了對線的側線。
而在上行月台、靠向五井一方的前端，另設有一條供舊有貨物車廂所停泊的側線。
| 月台                | 路線        | 方向 | 目的地                                 |
| ------------------- | ----------- | ---- | -------------------------------------- |
| 西南側 （靠近站房） | ■小湊鐵道線 | 上行 | 五井方向                               |
| 東北側 （遠離站房） | ■小湊鐵道線 | 下行 | 上總牛久、里見、養老溪谷、上總中野方向 |

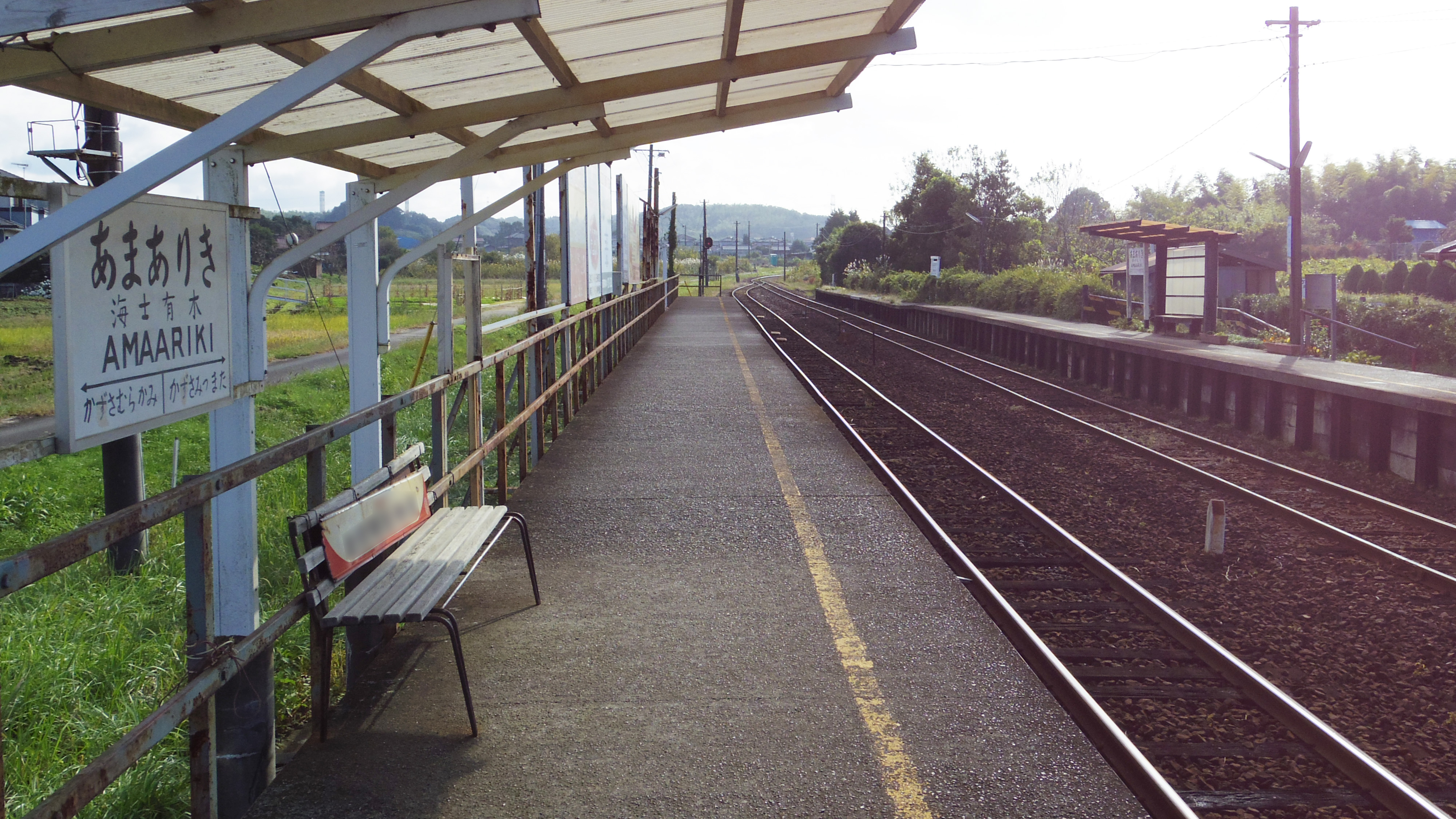
月台（2015年11月3日）

## 歷史
在1950年代後半，小湊鐵道曾經計劃延伸至本千葉站，預計在此站設有分支點前往本千葉。該計劃由千葉急行電鐵接手進行，並於京成千葉站（現時：千葉中央站）開始進行延伸工程至千原台站之間。但是由於由於使用人次不多，因此千葉急行解散。而京成電鐵繼續營運千原線。千原台站至此站之間的延伸計劃還未具體化，該區間於2019年申請延長工程期限至2029年10月14日。
- 1925年3月7日：隨小湊鐵道五井～里見開通，車站啟用[3]。
- 2013年3月15日：當日起結束櫃臺業務，改為無人車站。
- 2016年11月18日：站房申請成為國家登錄有形文化財（建造物）[4][5]。
- 2017年5月2日：「小湊鐵道海士有木站站房」被評為國家登錄有形文化財[6]。

## 使用狀況
以下為乘車人次變化列表：
| 乘車人次變化 | 乘車人次變化     | 乘車人次變化 |
| 年度         | 1日平均 乘車人次 | 參考資料     |
| ------------ | ---------------- | ------------ |
| 2007         | 243              | [ 統計 1 ]   |
| 2008         | 242              | [ 統計 2 ]   |
| 2009         | 218              | [ 統計 3 ]   |
| 2010         | 215              | [ 統計 4 ]   |
| 2011         | 205              | [ 統計 5 ]   |
| 2012         | 191              | [ 統計 6 ]   |
| 2013         | 189              | [ 統計 7 ]   |
| 2014         | 185              | [ 統計 8 ]   |
| 2015         | 192              | [ 統計 9 ]   |
| 2016         | 196              | [ 統計 10 ]  |
| 2017         | 210              | [ 統計 11 ]  |
| 2018         | 196              | [ 統計 12 ]  |
| 2019         | 187              | [ 統計 13 ]  |
| 2020         | 128              | [ 統計 14 ]  |
| 2021         | 128              | [ 統計 15 ]  |
| 2022         | 120              | [ 統計 16 ]  |

## 軼事
演歌歌手三丘翔太於2022年10月推出的單曲《發車的鈴聲太長了》（発車のベルが長すぎる），其封面照及MV便是在本站取景的。
而在2021年11月，為配合「房總里山藝術節 市原Art×Mix2020＋」，於候車室的屋頂上掛上了由俄羅斯藝術家里歐尼·堤胥可夫（Leonid Tishkov）的製作的一個黑色立方體、表面佈滿了星河的藝術裝置「宇宙的立方體 或許是迷路旅客的燈塔」（宇宙の立方体 あるいは道に迷った乗客のための灯台），作為他為藝術節而在小湊鐵路沿線車站擺放的「尋找七個月亮的旅程」（7つの月を探す旅）的其中一個展品。

## 相鄰車站
小湊鐵道
■小湊鐵道線
■房總里山Torocco、□觀光急行1,4,11,12號
通過
■普通
上總村上－海士有木－上總三又

### 統計資料
1. ↑  千葉縣統計年鑑（平成20年） （页面存档备份，存于）（日語）
2. ↑  千葉縣統計年鑑（平成21年） （页面存档备份，存于）（日語）
3. ↑  千葉縣統計年鑑（平成22年） （页面存档备份，存于）（日語）
4. ↑  千葉縣統計年鑑（平成23年） （页面存档备份，存于）（日語）
5. ↑  千葉縣統計年鑑（平成24年） （页面存档备份，存于）（日語）
6. ↑  千葉縣統計年鑑（平成25年） （页面存档备份，存于）（日語）
7. ↑  千葉縣統計年鑑（平成26年） （页面存档备份，存于）（日語）
8. ↑  千葉縣統計年鑑（平成27年） （页面存档备份，存于）（日語）
9. ↑  千葉縣統計年鑑（平成28年） （页面存档备份，存于）（日語）
10. ↑  千葉縣統計年鑑（平成29年） （页面存档备份，存于）（日語）
11. ↑  千葉縣統計年鑑（平成30年） （页面存档备份，存于）（日語）
12. ↑  千葉縣統計年鑑（令和元年） （页面存档备份，存于）（日語）
13. ↑  .   [2025-04-04]. （原始内容存档于2023-07-25）.
14. ↑  千葉縣統計年鑑（令和3年），11 運輸・通信—111民鉄等駅別1日平均運輸状況（2020(令和2)年度）
15. ↑  千葉縣統計年鑑（令和4年），11 運輸・通信—111民鉄等駅別1日平均運輸状況（2021(令和3)年度）
16. ↑  .   [2025-04-04]. （原始内容存档于2025-01-27）.

## 外部連結
- 海士有木站 （页面存档备份，存于）（日語） - 小湊鐵道